# Вильнюс (кинотеатр, Минск)
«Вильнюс» (бел. Кінатэатр «Вільнюс») — бывший широкоформатный кинотеатр в Минске, располагавшийся в Зелёном Луге по адресу ул. Калиновского дом 55. Построен в феврале 1976 года (архитекторы Элла Левина Элла, Нинель Кравкова, Ираида Ситникова). Ныне в здании расположен Минский городской центр олимпийского резерва по борьбе имени трехкратного олимпийского чемпиона А. В. Медведя.

## История
Торгово-культурно-бытовой комплекс в районе Зелёного Луга планировали открыть в конце 1960-х годов, однако строительство затянулось и кинотеатр открылся лишь в феврале 1976 года как часть общественного центра, включавшего гастроном, столовую, кафе, танцевальный зал, сберкассу, почту, парикмахерскую, библиотеку, мастерские и фотоателье. Состоял из одного зала на 776 мест.
В конце 1990-х годов кинотеатр стал убыточным и в начале 2004 года был закрыт.